# Teufelsteinhütte
Die Teufelsteinhütte ist eine Schutzhütte der Sektion Teufelstein-Perchtoldsdorf des Österreichischen Alpenvereins.

## Lage
Die Hütte liegt wenige Meter neben dem Gipfel des Teufelsteins bei Perchtoldsdorf auf 547 m ü. A.. Sie ist von steilen Abhängen umgeben, die im Norden nach wenigen hundert Metern Wald in den ehemaligen Steinbruch übergehen. Am Gelände der Hütte selbst befindet sich ein mehrere Meter hoher Felsabbruch. Die Hütte ist deswegen für Besucher mit Kleinkindern nur bedingt geeignet, es gibt auch keinen Kinderspielplatz. Aussicht besteht nur Richtung Westen.

## Charakter
Die Hütte ist nicht dauernd bewirtschaftet. Sie hat ihren ursprünglichen Charakter als Schutzhütte, als Stützpunkt für Bergsteiger und Kletterer bewahrt, obwohl sie in einem Naherholungsgebiet nur wenige Hundert Meter Luftlinie neben der Millionenstadt Wien liegt. Das Haus wird an Wochenenden, ausgenommen eine Sperrzeit im Hochsommer, ohne Entgelt von freiwilligen Helfern aus dem Verein und dessen Umfeld betreut. Einfache Speisen und Getränke werden angeboten. Bei Schlechtwetter besteht Platz für ca. 40 Personen. Übernachtungen im einfachen Matratzenlager im Dachgeschoß der Hütte sind nur für die jeweiligen Hüttenbetreuer und deren Gäste, nicht jedoch allgemein möglich.

## Geschichte
Die Hütte wurde von der Gruppe Perchtoldsdorf des Österreichischen Gebirgsvereines (ÖGV) gebaut und am 19. Juni 1932 eröffnet. Sie steht nicht auf einem eigenen Grundstück, ihr Bau beruhte zunächst auf einem Pachtvertrag über die Baufläche für 30 Jahre. Die Hütte ist gemeinsam mit den anderen Hütten des Gebietes im Grundbuch verzeichnet.

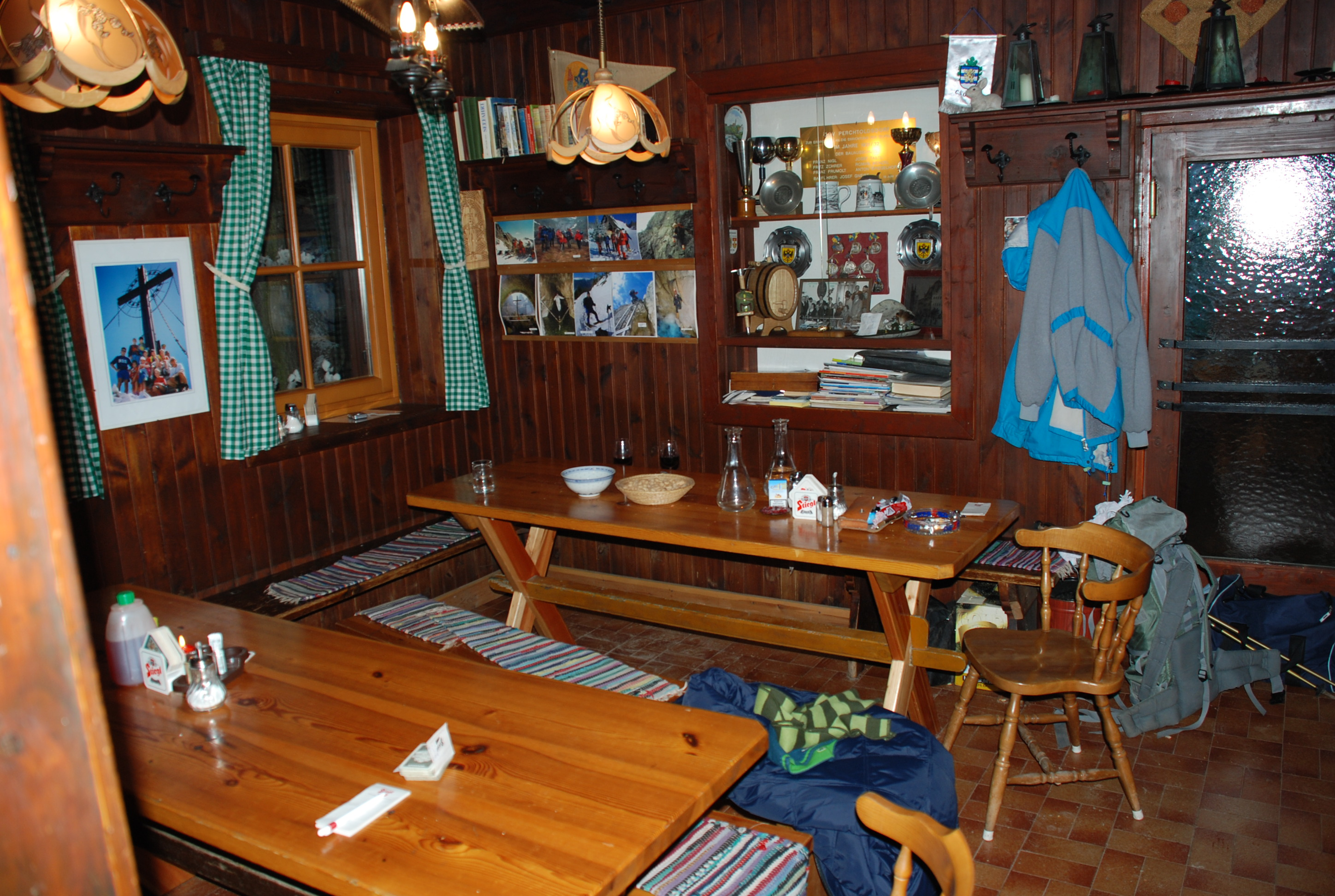
Gastraum der Teufelsteinhütte

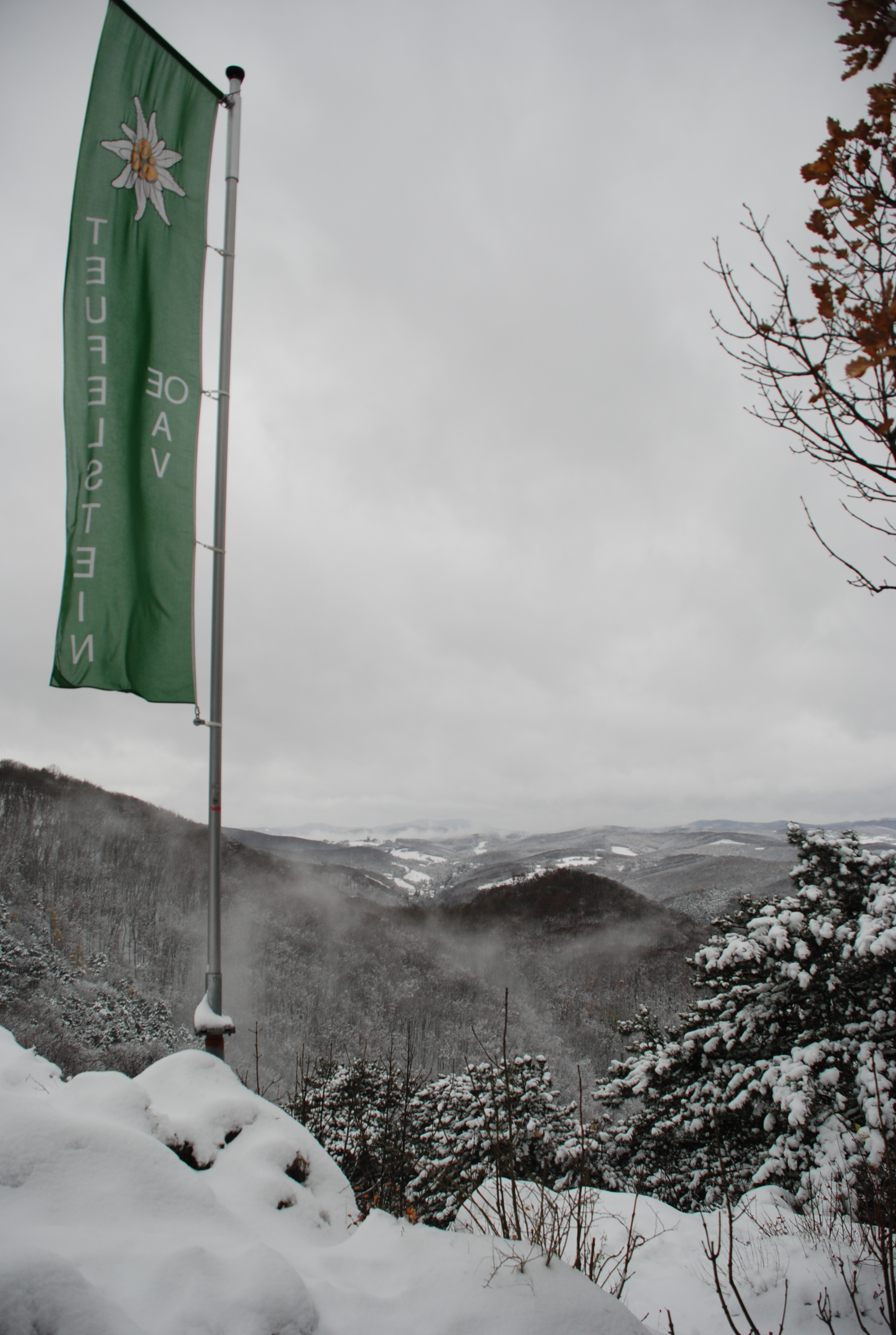
Ins Tal von Kaltenleutgeben

Der Hütten-Bauplatz war nicht unumstritten. Der Verein Wienerwaldschutz befürchtete die Gefährdung der seltenen Flora des Gebietes durch den Betrieb eines Wirtshauses. Der Hüttenbauplatz wurde verlegt und ein "geschützter Alpengarten" eingerichtet, der einige Jahre später zum Banngebiet und schließlich zum Naturschutzgebiet wurde.
Der Österreichische Gebirgsverein wurde 1890 in Wien gegründet. Er ist seit 1955 ein Zweigverein (Sektion) des Österreichischen Alpenvereins. Vor der Errichtung der Teufelsteinhütte hatte der Verein eine Unterkunft im Erdgeschoß der Josefswarte am Hinteren Föhrenberg, einer Erhebung südlich des Teufelstein-Berges.
1948 bzw. 1959 erfolgte der Terrassenzubau, dessen Inneres für Notquartiere eingerichtet wurde. In den Jahren nach 1960 sollte die Hütte aufgegeben bzw. an den Stammverein zurückgestellt werden, die Ortsgruppe Perchtoldsdorf des ÖGV wollte sich auflösen. Mit 23. Jänner 1963 wurde die Gruppe unter gleichem Namen von einem anderen Personenkreis übernommen, als deren langjähriger Vorsitzende der Perchtoldsdorfer Gemeindemitarbeiter der Finanzabteilung Josef Sedlacek (1931–2020), genannt „Jacques“, fungierte.
1972/73 wurde die Hütte um einen Saaltrakt mit Keller erweitert. Eröffnungstag des Umbaus war der 9. September 1973. Der Pachtvertrag über das Hüttengrundstück war bis zum Jahr 2020 verlängert worden.
Mit 7. März 1980 wurde die eigenständige „Sektion Teufelstein-Perchtoldsdorf“ im Österreichischen Alpenverein gegründet. Damit wurden auch die Finanzierungsgrundlagen der Hütte auf eine neue Basis gestellt, weil die eigenständige Sektion selbständig Zugang zu Finanzmitteln (Hüttenbeihilfen) des Alpenvereins erhalten konnte.
Anschluss an das Trinkwassernetz besteht seit 1995. Damals wurden mit maßgebender Unterstützung der Länder Wien und Niederösterreich die Gaststätten der Föhrenberge auch an die Abwasserkanalisation angeschlossen.
Die Teufelsteinhütte wurde im Sommer 2003 renoviert.

## Zustiege
- Gießhübl 350 m ü. A., Gehzeit: 01:00
- Kaltenleutgeben 270 m ü. A., Gehzeit: 01:30
- Perchtoldsdorf 265 m ü. A., Gehzeit: 01:00
- Rodaun 250 m ü. A., Gehzeit: 01:15
- Kammersteinerhütte 578 m ü. A., Gehzeit 00:30